# Lijst van presidenten van Portugal
Portugal is sedert 1910, bij het omverwerpen van de monarchie, een republiek. Sindsdien zijn er twintig presidentschappen geweest, met negentien verschillende presidenten. Bernardino Machado is de enige president met twee niet-opeenvolgende ambtstermijnen. Teófilo Braga was ook tweemaal president, maar de eerste keer als leider van de Voorlopige Regering. Hierdoor was Manuel de Arriaga de eerste president van de Portugese Republiek. Elke ambtstermijn duurt vijf jaar.
Marcelo Rebelo de Sousa is de huidige president. Hij werd in 2016 verkozen.

## Presidenten van Portugal (1910-heden)
| Voorlopige Regering van de Republiek (1910-1911) |           |                                                      |                                     |          |        |               |
| Nr.                                              | President | President                                            | Ambtstermijn                        | Partij   | Partij | Verkiezing    |
| -                                                |           | Teófilo Braga (1843–1924)                            | 5 oktober 1910 - 24 augustus 1911   | PRP      |        |               |
| Eerste Republiek (1911-1926)                     |           |                                                      |                                     |          |        |               |
| Nr.                                              | President | President                                            | Ambtstermijn                        | Partij   | Partij | Verkiezing    |
| 1                                                |           | Manuel de Arriaga (1840–1917)                        | 24 augustus 1911 - 29 mei 1915      | PD       |        | 1911          |
| 2                                                |           | Teófilo Braga (1843–1924)                            | 29 mei 1915 - 5 oktober 1915        | PD       |        | Mei 1915      |
| 3                                                |           | Bernardino Machado (1851–1944)                       | 5 oktober 1915 - 12 december 1917   | PD       |        | Augustus 1915 |
| -                                                |           | Revolutionaire Junta 1917                            | 12 december 1917 - 27 december 1917 |          |        |               |
| 4                                                |           | Sidónio Pais (1872–1918) (tot 19 mei 1918 interim)   | 27 december 1917 - 14 december 1918 | PNR      |        | April 1918    |
| -                                                |           | Tijdelijk bestuur regering                           | 14 december 1918 - 16 december 1918 |          |        |               |
| 5                                                |           | João do Canto e Castro (1862–1934)                   | 16 december 1918 - 5 oktober 1919   | PNR      |        | December 1918 |
| 6                                                |           | Antonio José de Almeida (1866–1929)                  | 5 oktober 1919 - 5 oktober 1923     | PRE      |        | 1919          |
| 6                                                | PLR       | Antonio José de Almeida (1866–1929)                  | 5 oktober 1919 - 5 oktober 1923     |          |        | 1919          |
| 7                                                |           | Manuel Teixeira Gomes (1860–1941)                    | 5 oktober 1923 - 11 december 1925   | PD       |        | 1923          |
| 8                                                |           | Bernardino Machado (1851–1944)                       | 11 december 1925 - 31 mei 1926      | PD       |        | 1925          |
| Nationale Dictatuur (1926)                       |           |                                                      |                                     |          |        |               |
| Nr.                                              | President | President                                            | Ambtstermijn                        | Partij   | Partij | Verkiezing    |
| 9                                                |           | José Mendes Cabeçadas Júnior (1883–1965)             | 31 mei 1926 - 17 juni 1926          | Militair |        |               |
| -                                                |           | Tijdelijk bestuur regering                           | 17 juni 1926 - 29 juni 1926         |          |        |               |
| 10                                               |           | Manuel de Oliveira Gomes da Costa (1863–1929)        | 29 juni 1926 - 9 juli 1926          | Militair |        |               |
| Nieuwe Staat (1926-1974)                         |           |                                                      |                                     |          |        |               |
| Nr.                                              | President | President                                            | Ambtstermijn                        | Partij   | Partij | Verkiezing    |
| -                                                |           | Tijdelijk bestuur regering                           | 9 juli 1926 - 29 november 1926      |          |        |               |
| 11                                               |           | António Óscar Carmona (1869–1951)                    | 29 november 1926 - 18 april 1951    | UN       |        | 1928          |
| 11                                               | 1935      | António Óscar Carmona (1869–1951)                    | 29 november 1926 - 18 april 1951    | UN       |        |               |
| 11                                               | 1942      | António Óscar Carmona (1869–1951)                    | 29 november 1926 - 18 april 1951    | UN       |        |               |
| 11                                               | 1949      | António Óscar Carmona (1869–1951)                    | 29 november 1926 - 18 april 1951    | UN       |        |               |
| -                                                |           | António de Oliveira Salazar (1889–1970) (waarnemend) | 18 april 1951 - 9 augustus 1951     | UN       |        |               |
| 12                                               |           | Francisco Craveiro Lopes (1894–1964)                 | 9 augustus 1951 - 9 augustus 1958   | UN       |        | 1951          |
| 13                                               |           | Américo Tomás (1894–1987)                            | 9 augustus 1958 - 25 april 1974     | UN       |        | 1958          |
| 13                                               | 1965      | Américo Tomás (1894–1987)                            | 9 augustus 1958 - 25 april 1974     | UN       |        |               |
| 13                                               | ANP       | Américo Tomás (1894–1987)                            | 9 augustus 1958 - 25 april 1974     |          | 1972   |               |
| Derde Republiek (1974-heden)                     |           |                                                      |                                     |          |        |               |
| Nr.                                              | President | President                                            | Ambtstermijn                        | Partij   | Partij | Verkiezing    |
| -                                                |           | Junta Nationale Redding 1974                         | 25 april 1974 - 15 mei 1974         |          |        |               |
| 14                                               |           | António de Spínola (1910–1996)                       | 15 mei 1974 - 30 september 1974     | Militair |        |               |
| 15                                               |           | Francisco da Costa Gomes (1914–2001)                 | 30 september 1974 - 14 juli 1976    | Militair |        |               |
| 16                                               |           | António Ramalho Eanes (1935)                         | 14 juli 1976 - 9 maart 1986         | PRD      |        | 1976          |
| 16                                               | 1980      | António Ramalho Eanes (1935)                         | 14 juli 1976 - 9 maart 1986         | PRD      |        |               |
| 17                                               |           | Mário Soares (1924-2017)                             | 9 maart 1986 - 9 maart 1996         | PS       |        | 1986          |
| 17                                               | 1991      | Mário Soares (1924-2017)                             | 9 maart 1986 - 9 maart 1996         | PS       |        |               |
| 18                                               |           | Jorge Sampaio (1939-2021)                            | 9 maart 1996 - 9 maart 2006         | PS       |        | 1996          |
| 18                                               | 2001      | Jorge Sampaio (1939-2021)                            | 9 maart 1996 - 9 maart 2006         | PS       |        |               |
| 19                                               |           | Aníbal Cavaco Silva (1939)                           | 9 maart 2006 - 9 maart 2016         | PSD      |        | 2006          |
| 19                                               | 2011      | Aníbal Cavaco Silva (1939)                           | 9 maart 2006 - 9 maart 2016         | PSD      |        |               |
| 20                                               |           | Marcelo Rebelo de Sousa (1948)                       | 9 maart 2016 - heden                | PSD      |        | 2016          |
| 20                                               | 2021      | Marcelo Rebelo de Sousa (1948)                       | 9 maart 2016 - heden                | PSD      |        |               |